# 新潟県道42号新潟黒埼インター線
新潟県道42号新潟黒埼インター線（にいがたけんどう42ごう にいがたくろさきインターせん）は、新潟県新潟市西区を通る県道（主要地方道）である。

## 概要
関屋分水路に架かる関屋大橋西詰の青山道下交差点から、信濃川の左岸沿いに南下し、新潟バイパスおよび新潟西バイパスの黒埼ICに至る。新潟バイパス開通前の国道8号、国道17号の区間にあたる。
全線が4車線で、最高速度は50km/hに規定されている。ただし、起点青山付近は幅員がせまい。
新潟交通 W7 大野・白根線、W8 味方線をはじめとする路線バスの経路となっており、2006年（平成18年）には起点から寺地交差点までの間に公共車両優先システム（PTPS）が導入された。

### 路線データ
- 起点：新潟市西区青山字道下（青山道下交差点、新潟県道16号新潟亀田内野線交点）
- 終点：新潟市西区山田字堤付（黒埼インターチェンジ、国道8号交点）

## 歴史
- 1993年（平成5年）5月11日 - 建設省から、県道新潟黒埼インター線が新潟黒埼インター線として主要地方道に指定される[2]。

### 重複区間
- 国道116号・国道289号：新潟市西区山田（山田交差点 - 黒埼インターチェンジ）

## 地理

### 通過する自治体
- 新潟市（西区）

### 交差する道路
- 新潟県道16号新潟亀田内野線 弥彦街道（青山道下交差点）
- 国道116号（国道289号重複）平成大橋（山田・平成大橋西詰交差点）
- 国道8号・国道17号・国道116号・国道289号 新潟バイパス・新潟西バイパス（黒埼IC）